# Vlastní čas
Vlastní čas je veličina vyskytující se v teorii relativity, jedná se o čas v soustavě spojené vždy s pohybujícím tělesem. Tato veličina je invariantní vůči Lorentzově transformaci. Proto je i sekunda v soustavě SI definována jako jednotka vlastního času. V teorii relativity se často používá k parametrizaci časoprostorových křivek. Pomocí vlastního času ovšem nelze parametrizovat světelnou křivku (světlu čas vůbec neplyne).
Například čtyřrychlost {\displaystyle u^{\mu }} je definovaná jako derivace polohového čtyřvektoru {\displaystyle x^{\mu }} podle vlastního času {\displaystyle \tau }:
{\displaystyle u^{\mu }={\frac {\mathrm {d} x^{\mu }}{\mathrm {d} \tau }}}
Protože je vlastní čas invariant, je i čtyřrychlost čtyřvektorem. Podobně je definováno i čtyřzrychlení.
Naproti tomu souřadnicový čas je vztažen ke konkrétní soustavě.